# Goodyérie panachée
Goodyera tesselata
Espèce
Classification APG IV (2016)
La Goodyérie panachée (Goodyera tesselata) est une espèce de plantes herbacées de la famille des Orchidaceae (Orchidées) présente en Amérique du Nord. Une centaine d'espèces de Goodyérie panachée ont été recensées.
Ses feuilles, disposées en rosette basale, présentent de légères réticulations blanchâtres.